# 불테이
불테이(Bultei, 사르데냐어: Urtei)는 이탈리아 사르데냐 주 사사리도의 코무네이다. 칼리아리에서 북쪽으로 약 140 킬로미터 (87 mi), 사사리에서 남동쪽으로 약 50 킬로미터 (31 mi) 떨어져 있다.
불테이는 다음 지방 자치체와 접한다: 아넬라, 베네투티, 보노, 누게두 산 니콜로, 파타다.

## 자매 도시
- 피오라노 모데네세, 이탈리아
- 마라넬로, 이탈리아, 1986년부터